# Selina Cerci
Selina Cerci (Kiel, 31 mei 2000) is een voetbalspeelster uit Duitsland. Ze speelt als aanvaller voor TSG 1899 Hoffenheim in de Bundesliga.

## Clubcarrière
Cerci begon met voetballen voor de lokale amateurclub SV Friederichsort. Op veertienjarige leeftijd ging ze voor Holstein Kiel's B jeugdteam spelen. Deze club verliet ze in januari 2016 voor een overstap naar het B jeugdteam van Magdeburger FFC. Voor deze club maakte ze 23 doelpunten in 15 wedstrijden in het noordoost seizoen van de B-junioren Bundesliga.
In het seizoen 2017/18 werd Cerci gecontracteerd door FC Bayern München. Ze kwam dat seizoen alle wedstrijden in actie voor het tweede team in de tweede Bundesliga en eindigde met haar club op de tweede plaats, twee punten achter landskampioen TSG 1899 Hoffenheim. Op 3 september 2017 maakte Cerci haar debuut voor FC Bayern München II in een 1-0 thuisoverwinning op SG 99 Andernach dat nieuw was in de tweede Bundesliga. Ze maakte haar eerste van 14 doelpunten in dat tweede Bundesliga seizoen in een 2-0 uitoverwinning op SC Freiburg II.
Een debuut in de hoofdmacht van FC Bayern München bleef uit voor Cerci. Ze stapte over naar competitiegenoot SV Werder Bremen. Voor deze club maakte ze haar debuut in de Bundesliga in een wedstrijd tegen haar oude club FC Bayern München op 25 november 2018. Cerci  maakte dat seizoen vijf doelpunten in dertien wedstrijd. Ondanks haar doelpunten degradeerde SV Werder Bremen dat seizoen naar de tweede Bundesliga.
Voorafgaande aan het seizoen 2020/21 werd Cerci gecontracteerd door 1. FFC Turbine Potsdam waarmee ze alsnog behouden bleef voor de Bundesliga. Ze was met acht doelpunten dat seizoen topscorer voor de Oost-Duitse club. Het daaropvolgende seizoen was ze zelfs topscorer van de Bundesliga met dertien doelpunten totdat ze een kruisbandblessure opliep. Doordat ze geen minuten meer maakte dat seizoen wist FC Bayern München spits Lea Schüller Cerci in te halen als topscorer van de Bundesliga door zestien doelpunten in 22 wedstrijden te maken. Voor het volgende seizoen maakte Cerci de overstap naar competitiegenoot 1. FC Köln. Ze tekende eind juni 2022 een contract in Keulen. Na twee seizoenen liet ze 1. FC Köln achter zich voor een overstap naar TSG Hoffenheim.

## Statistieken
| Seizoen | Club                   | Land      | Competitie        | Wedstrijden | Doelpunten |
| ------- | ---------------------- | --------- | ----------------- | ----------- | ---------- |
| 2017/18 | FC Bayern München II   | Duitsland | Tweede Bundesliga | 22          | 15         |
| 2018/19 | SV Werder Bremen       | Duitsland | Bundesliga        | 13          | 5          |
| 2019/20 | SV Werder Bremen       | Duitsland | Tweede Bundesliga | 14          | 13         |
| 2020/21 | 1. FFC Turbine Potsdam | Duitsland | Bundesliga        | 22          | 8          |
| 2021/22 | 1. FFC Turbine Potsdam | Duitsland | Bundesliga        | 15          | 13         |
| 2022/23 | 1. FC Köln             | Duitsland | Bundesliga        | 10          | 1          |
| 2023/24 | 1. FC Köln             | Duitsland | Bundesliga        | 7           | 3          |
| 2024/25 | TSG 1899 Hoffenheim    | Duitsland | Bundesliga        | 9           | 4          |
| Totaal  | Totaal                 | Totaal    | Totaal            | 112         | 62         |

Laatste update: 21 november 2024

## Interlandcarriere
Cerci werd voor het eerst opgeroepen voor het Duitse seniorenteam op 8 februari 2022. Ze maakte haar debuut voor Duitsland in de Arnold Cark Cup op 17 februari 2022 door in te vallen in de 78ste minuut voor Jule Brand in een wedstrijd tegen Spanje. De wedstrijd eindigde in een 1-1- gelijkspel.
Door haar kruisbandblessure in 2022 miste Cerci deelname aan het EK 2022 in Engeland.